# Reggenza di Rokan Hulu
La reggenza di Rokan Hulu (in lingua indonesiana: Kabupaten Rokan Hulu) è una reggenza dell'Indonesia, situata nella provincia di Riau.